# Justin Bieber: Never Say Never
Justin Bieber: Never Say Never è un film del 2011 diretto da Jon Chu. È uscito l'11 febbraio 2011, mentre in Italia è uscito il 21 aprile 2011. La première si è svolta al Nokia Theatre di Los Angeles.

## Trama
Il documentario narra la vita del cantante canadese Justin Bieber, fin dall'infanzia, con vari aneddoti e interviste in cui si racconta quando e come è iniziato il suo successo.

## Produzione
Il 2 agosto 2010 il sito Deadline.com ha annunciato che la Paramount Pictures, stava preparando un film con protagonista Justin Bieber.. Il sito dichiara inoltre che è un film autobiografico, che comprende anche le performance fatte durante il My World Tour. Mesi dopo Scooter Braun, la Island Records e il presidente della Island Def Jam Music Group L.A. Reid, annunciano che l'uscita avverrà per San Valentino del 2011.. Justin lo ha confermato nel suo Twitter ufficiale e sempre sul suo Twitter ha annunciato che le performance nel film saranno quelle del Madison Square Garden.
Il 4 agosto il regista Davis Guggenheim, ha lasciato il suo incarico, per dedicarsi al film Waiting for Superman. perciò il film fu un successo.
Il 13 agosto 2010 viene annunciato il nuovo regista, Jon Chu, già autore del film Step Up 4D.
La premiere del film si è svolta ai Nokia Theatre di Los Angeles il 10 febbraio 2011.

## Distribuzione
Il film è uscito l'11 febbraio 2011., negli Stati Uniti, in Gran Bretagna invece è uscito il 18 febbraio 2011. In Italia è uscito nelle sale il 21 aprile 2011.. In Francia è uscito il 23 febbraio 2011, in Brasile il 25 febbraio 2011 mentre in Belgio l'uscita è programmata durante l'anno.

## Incassi
Il film ha incassato 99 milioni di dollari mondialmente, di cui 73 negli Stati Uniti.

## Edizione home video
Il 21 settembre 2011 esce in dvd e blu-ray il Director's Fan Cut del film.